# شكرتو
شكرتو (بالفارسية: شکرتو) هي قرية تقع في قسم بالابند الريفي في إيران. يقدر عدد سكانها بـ 55 نسمة بحسب إحصاء 2016.